# GJ 1230
GJ 1230 is een drievoudige ster met een spectraalklasse van M4.5V + M4.5Ve + ?. De ster bevindt zich 32.4 lichtjaar van de zon.